# Казанка (Альшеевский район)
Казанка (баш. Казанка) — село в Казанском сельсовете муниципального района Альшеевский район Республики Башкортостан России.
Расположено на реке Катайке.

## Население
| 2002 | 2009 | 2010 |
| ---- | ---- | ---- |
| 419  | ↘384 | ↘350 |

Согласно переписи 2002 года, преобладающая национальность — русские (43 %).

## Географическое положение
Расстояние до:
- районного центра (Раевский): 13 км,
- ближайшей железнодорожной станции (Раевка): 13 км.